# Theo Bos
Theo Bos (født 22. august 1983 i Hierden, Holland) er en hollandsk banecykelrytter. Han er blevet verdensmester fem gange i perioden 2004-2007 og tog sølv på sprinten under OL i 2004.
Theo Bos deltog første gang ved de olympiske lege i Athen i 2004. Her deltog han i flere discipliner. I sprint fik han i kvlifikationen næstbedste tid, hvorpå han besejrede en tjekke, en hollænder og en brite, inden han i semifinalen vandt over tyske René Wolff og kom i finalen mod australieren Ryan Bayley. Denne match blev kørt som bedst af tre, og Bos vandt første runde, men Bayley vandt de to næste og blev dermed mester, mens Bos vandt sølv. Bos deltog også i holdsprint-konkurrencen sammen med sin bror Jan Bos (ellers mest kendt som  skøjteløber) og Teun Mulder. Holdet fik sjettebedste kvalifikationstid, og i det indledende heat tabte de til Japan, der satte olympisk rekord. Holland sluttede dermed på sjettepladsen. Theo Bos deltog også i 1000 m på tid, og her blev han med tiden 1.01,986 nummer fem af de 17 deltagere. Endelig deltog han i keirin, hvor han blev nummer fem i sit indledende heat, men efterfølgende vandt hit opsamlingsheat. I semifinalen måtte han opgive at gennemføre og endte på en samlet elvteplads.
Ved OL 2008 i Beijing deltog han igen i flere discipliner. I sprint var han en af forhåndsfavoritterne. Han blev nummer syv i kvalifikationen og vandt sit indledende heat over en australier samt ottendedelsfinalen over en franskmand. I kvartfinalen blev han imidlertid besejret med to nederlag til franskmanden Mickaël Bourgain, og i matchen om 5.-8. pladserne blev han nummer tre og sluttede dermed på en samlet syvendeplads. I holdsprint stillede han op sammen med Teun Mulder og Tim Veldt, og holdet blev nummer fire i kvalifikationen, men tabte i indledende heat til australierne; deres tid gav dem en samlet femteplads. I keirin blev Bos nummer to i sit indledende heat, men i semifinalen styrtede han sammen med polske Kamil Kuczyński og endte på en tolvteplads.
Ved OL 2016 i Rio de Janeiro stillede Bos igen op i flere discipliner. I individuel sprint blev han med tiden 10,140 s blot nummer 21 i kvalifikationen, hvilket ikke var nok til yderligere deltagelse. I holdsprint stillede han op sammen med Jeffrey Hoogland og Matthijs Büchli, og holdet opnåede sjettebedste kvalifikationstid. I første runde tabte hollænderne til det australske hold og gik dermed ikke videre; deres tid rakte til en samlet sjetteplads. I keirin blev Bos nummer tre i sit indledende heat og nummer tre i opsamlingsheatet, og han endte dermed på en delt 17.-plads.

## Eksterne links
- Officielle hjemmeside (nederlandsk/hollandsk)

- Theo Bos' profil på Olympics.com (engelsk)
- Theo Bos' profil på Sports-Reference OL-resultater (arkiveret) (engelsk)
- Theo Bos' profil på Olympedia (engelsk)
- Theo Bos' profil hos UCI (engelsk)
- Theo Bos' profil på CycleBase (engelsk)
- Theo Bos' profil på Cykelsiderne
- Theo Bos' profil på Cycling Quotient (engelsk)
- Theo Bos' profil på ProCyclingStats (engelsk)
- Theo Bos' profil på FirstCycling
- Theo Bos' profil i Speedskatingbase.eu (engelsk)

- Wikimedia Commons har flere filer relateret til Theo Bos

| Cykling | Spire Denne biografi om en hollandsk cykelrytter er en spire som bør udbygges. Du er velkommen til at hjælpe Wikipedia ved at udvide den. |